# Victor Hlolo Phalana
Victor Hlolo Phalana (* 3. April 1961 in Erasmus, Transvaal, Südafrika) ist ein südafrikanischer Geistlicher und römisch-katholischer Bischof von Klerksdorp.

## Leben
Victor Hlolo Phalana, dessen Adoptiveltern in katholischen Schulen unterrichteten, empfing am 14. Mai 1988 das Sakrament der Priesterweihe für das Erzbistum Pretoria. Von 1993 bis 1995 studierte er an der Päpstlichen Universität Gregoriana und erwarb das Lizenziat in Theologie der Spiritualität. Nach seiner Rückkehr war er als Spiritual und Dozent in der Priesterausbildung sowie in der Pfarrseelsorge tätig. Zudem war er Sekretär des südafrikanischen Priesterrats.
Ab 2007 war er Pfarradministrator der Kathedrale von Pretoria und ab 2011 Generalvikar im Erzbistum Pretoria.
Am 24. November 2014 ernannte ihn Papst Franziskus zum Bischof von Klerksdorp. Die Bischofsweihe spendete ihm der Erzbischof von Pretoria, William Slattery OFM, am 25. Januar des folgenden Jahres. Mitkonsekratoren waren der Bischof von Kimberley, Abel Gabuza, und der Bischof von Queenstown, Dabula Anthony Mpako.